# Partido Trabalhista Brasileiro (1979)
O Partido Trabalhista Brasileiro (PTB) foi um partido político brasileiro fundado em 1979 e registrado definitivamente em 1981, sendo uma das iniciativas que buscavam refundar o antigo PTB (1945-1965). Ao longo de sua história, o partido deu apoio aos ex-presidentes Fernando Collor, Itamar Franco, Fernando Henrique Cardoso, Luiz Inácio Lula da Silva, Dilma Rousseff (até 2015), Michel Temer e Jair Bolsonaro.
Durante o governo do presidente Jair Bolsonaro, o PTB apresentou alinhamento de 91% com o mesmo nas votações da câmara (até abril de 2021). O espectro político do PTB era definido como de direita⁣ a ⁣extrema-direita.
Em outubro de 2022, em convenção nacional, o partido fundiu-se com o Patriota, após não atingir a cláusula de barreira nas eleições gerais no Brasil em 2022, para formar o Partido Renovação Democrática (PRD). A fusão foi homologada pelo Tribunal Superior Eleitoral em 9 de novembro de 2023.

## História
Após a Lei da Anistia, no contexto da redemocratização do Brasil, um grupo político baseado em São Paulo e liderado pela ex-deputada Ivete Vargas (sobrinha-neta do ex-presidente Getúlio Vargas) tinha a intenção de refundar o antigo Partido Trabalhista Brasileiro (PTB), fundado em 1945 e extinto pela ditadura militar em 1965. Também havia outro grupo de políticos exilados liderado por Leonel Brizola, ex-governador do Rio Grande do Sul, que pretendia refundar o partido. 

Originalmente o atual PTB utilizava a mesma bandeira do antigo PTB.

Ivete fora a um encontro com esse grupo em Lisboa, mas não houve consenso, pois Ivete não admitia abdicar de liderar a nova organização e também não concordava em unir o trabalhismo com o socialismo democrático. Houve então uma acirrada disputa política e judicial, tendo o Tribunal Superior Eleitoral (TSE) dado ganho de causa ao grupo de Ivete por pedir o registro do partido uma semana antes de Brizola. O novo PTB foi registrado definitivamente em 3 de novembro de 1981, enquanto Brizola fundou o Partido Democrático Trabalhista (PDT).
Em 1980, o PTB tinha apenas um deputado federal, Jorge Cury, do RJ, e nas eleições de 1982, o partido elegeu 13 deputados federais: 5 no RJ e 8 em SP, levados por mais de 260 mil votos de Ivete, além de ter lançado o nome do ex-presidente Jânio Quadros para a disputa do governo paulista. Ivete Vargas morreu em 3 de janeiro de 1984.

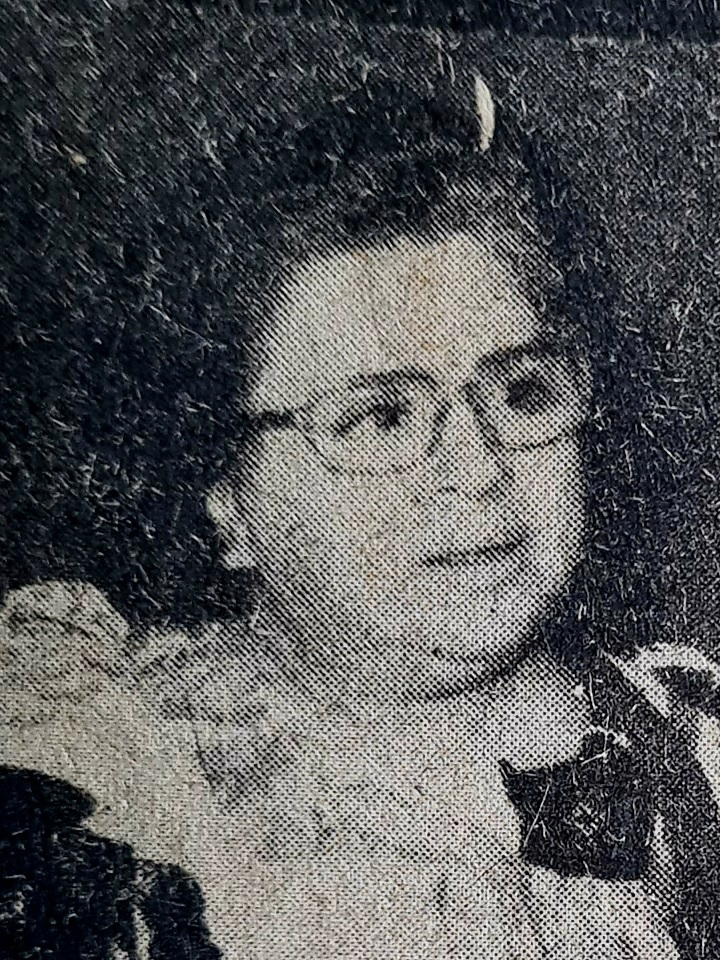
Ivete Vargas, fundadora do atual PTB, em 1979.

Em 1985, o PTB conquistou a prefeitura da maior cidade do país, São Paulo, graças à força personalística de Jânio Quadros que, no entanto, tinha pouco compromisso com o programa do partido. Jânio demonstrou esse desinteresse ao, tão logo tomou posse em 1 de janeiro de 1986, se desfiliar do PTB, meses após. Em 1986, o partido lança o empresário Antônio Ermírio de Moraes para o Governo de São Paulo, ficando na segunda colocação, perdendo para Orestes Quércia⁣, mas ficando frente de Paulo Maluf.
Ao falecer, em 1984, Ivete Vargas foi sucedida pelo então deputado federal Ricardo Ribeiro, de Ribeirão Preto. Na Constituinte, o partido foi liderado pelo deputado federal Gastone Righi, janista de SP. De 1986 a 1991, o partido foi presidido pelo ex-deputado Luiz Gonzaga de Paiva Muniz, do RJ, e após, pelo Senador paranaense José Carlos Martinez, finalmente sucedido pelo deputado federal Roberto Jefferson, após seu falecimento.
Em 1989, o PTB postulou o nome do paranaense Affonso Camargo à Presidência da República, que obteve votação inexpressiva (0,5%).
Em 2002 incorporou o PSD (Partido Social Democrático), e em 2007 incorporou o PAN (Partido dos Aposentados da Nação).

### História recente
Em abril de 2016, Roberto Jefferson reassumiu a presidência do partido ao ter reconquistado seus direitos políticos em março. Nas eleições municipais de 2016, o partido elegeu 263 prefeitos e 3.064 vereadores pelo país.
Em julho de 2018, o PTB anunciou apoio ao candidato a presidente da república Geraldo Alckmin (PSDB). Alckmin qualificou Jefferson como um "homem de coragem", enquanto Jefferson comparou Alckmin a Moisés no deserto guiando à terra prometida. No segundo turno, o PTB anunciou apoio ao candidato vitorioso Jair Bolsonaro (então filiado ao PSL), considerando que o candidato traria "mais empregos e melhoria de renda". O partido elegeu os senadores Lucas Barreto (AP) e Nelsinho Trad (MS), além do vice-governador Ranolfo Vieira Júnior (RS). Já na câmara de deputados, o tamanho da bancada do PTB despencou para 10 eleitos. Em janeiro de 2019, a bancada inteira do PTB no senado abandonou o partido.
Em agosto de 2020, o partido acionou o STF para vetar a reeleição dos presidentes da câmara e do senado (o veto ocorreu em dezembro). Em setembro Cristiane Brasil (filha de Jefferson) foi presa acusada de receber propina. Nas eleições municipais ocorridas em novembro, o partido elegeu 215 prefeitos (mais da metade foi nos estados de MG, RS e SP), além de 2.474 vereadores pelo país, tendo um resultado pior que em 2016. Em novembro, o ex-senador Armando Monteiro (PE) se desfiliou do PTB após 17 anos na sigla; meses depois declarou que o PTB "parecia uma seita" por seguir a linha bolsonarista.

Em fevereiro de 2021, o partido foi à Organização dos Estados Americanos (OEA) contra a ação do Supremo Tribunal Federal que determinou a prisão do deputado federal Daniel Silveira (PSL/RJ). Em março o partido acionou o STF contra os decretos estaduais que restringiam a circulação de pessoas devida a pandemia de COVID-19. Também nesse mês, Jefferson disparou ofensas contra o governador do Rio Grande do Sul Eduardo Leite (PSDB) e o vice Ranolfo Vieira Júnior (PTB) pela adoção das medidas restritivas.

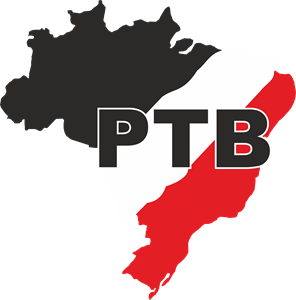
Logo do PTB de 1981 até 2019.

Os deputados estaduais e federais do PTB gaúcho, no entanto, deram apoio a Ranolfo, o que levou Jefferson a destituir o diretório inteiro. Em abril, o Ministério Público gaúcho ajuizou ações cívil e criminal contra Jefferson, por injúria, homofobia e preconceito presentes em declarações contra Eduardo Leite. Em maio, com o objetivo de conseguir a filiação de Jair Bolsonaro, Jefferson seguiu dissolvendo diretórios estaduais e provocando a saída imediata ou futura de quadros históricos do partido, inclusive se afastando da filha Cristiane por divergirem sobre o cultivo da Cannabis para uso medicinal.
Para as eleições gerais de 2022, Jefferson pretendia lançar o ex-ministro da Educação Abraham Weintraub como candidato a governador de Santa Catarina e o blogueiro bolsonarista Oswaldo Eustáquio (investigado pelo STF por envolvimento com a promoção de atos pró-ditadura) como candidato a senador pelo Paraná. Houve rumores de que o deputado Daniel Silveira (atualmente em prisão domiciliar) e o ex-senador Magno Malta poderiam ser candidatos do partido ao senado pelo Rio de Janeiro e pelo Espírito Santo, respectivamente.
Apenas o primeiro disputou, sub judice, uma vaga no Senado Federal. As movimentações recentes do partido, em particular promovidas pela figura de Jefferson, representam uma guinada do mesmo à extrema-direita. Em 2021, o partido teve a adesão de vários membros da Frente Integralista Brasileira, que resgata as ideias do Integralismo Brasileiro de Plínio Salgado. Anteriormente, diversos integralistas também estavam envolvidos com o Partido de Reedificação da Ordem Nacional (PRONA), de Enéas Carneiro, que se dissolveu em 2006 e o Partido Renovador Trabalhista Brasileiro (PRTB) de Levy Fidelix.
Em 2 de abril de 2022, o ex-presidente e então senador Fernando Collor anunciou sua volta ao partido, declarando ser o único partido que apoiava o então presidente Bolsonaro em todos os estados do Brasil. Na eleição presidencial no Brasil em 2022, o PTB lançou a candidatura de Kelmon Luís da Silva Souza (nome de urna: Padre Kelmon).

### Fusão com o Patriota
Em 2022, o partido não conseguiu superar a cláusula de barreira nas eleições gerais. Consequentemente, em 26 de outubro de 2022, foi aprovada, em convenção nacional, a sua fusão com o partido Patriota, para o partido resultante continuar recebendo recursos do fundo partidário e ter acesso ao tempo de propaganda eleitoral na televisão e no rádio. O novo partido é o chamado Partido Renovação Democrática (PRD), usando o número 25. A fusão foi homologada pelo Tribunal Superior Eleitoral em 9 de novembro de 2023.

## Organização

### Parlamentares à época da incorporação
Em 2022 o PTB elegeu apenas 1 deputado federal, que saiu do partido alguns meses depois.
| Deputados estaduais à época da incorporação (30) | Deputados estaduais à época da incorporação (30) | Deputados estaduais à época da incorporação (30) | Deputados estaduais à época da incorporação (30) |
| UF | Deputado(a)                                      | UF                                               | Deputado(a)                                      |
| --- | ------------------------------------------------ | ------------------------------------------------ | ------------------------------------------------ |
| AC | Marcus Cavalcante                                | PE                                               | Romero Sales Filho                               |
| AL | Antonio Albuquerque                              | PI                                               | Janaina Marques                                  |
| AM | Saullo Vianna*                                   | PI                                               | José Nerinho                                     |
| DF | Jaqueline Silva                                  | PR                                               | Tião Medeiros                                    |
| ES | Adilson Espindula                                | RJ                                               | Marcus Vinícius Neskau                           |
| MA | Mical Damasceno                                  | RO                                               | Ezequiel Neiva                                   |
| MG | Arlen Santiago                                   | RR                                               | Jeferson Alves                                   |
| MG | Braulio Braz                                     | RS                                               | Aloísio Classmann                                |
| MG | Sargento Rodrigues                               | RS                                               | Dirceu Franciscon                                |
| MS | Neno Razuk                                       | RS                                               | Elizandro Sabino                                 |
| PA | Angelo Ferrari                                   | RS                                               | Luís Augusto Lara                                |
| PA | Delegado Toni Cunha                              | RS                                               | Kelly Moraes                                     |
| PB | Doda de Tião                                     | SE                                               | Rodrigo Valadares                                |
| PB | Wilson Santiago Filho                            | TO                                               | Antonio Andrade*                                 |
| PE | Álvaro Porto                                     |                                                  |                                                  |
| Observações: Em 2018, o PTB elegeu 31 deputados estaduais. Nomes marcados com o símbolo * foram eleitos em 2018 por outros partidos. Jaqueline Silva (DF) conseguiu assumir o cargo através de um recurso judicial. Antônio Furlan (AP), Campos Machado (SP), Henrique Arantes (GO), Marcelo Cruz (RO) e Roque Barbiere (SP) saíram do partido. |                                                  |                                                  |                                                  |

### Número de filiados
| Data      | Filiados  | Crescimento anual | Crescimento anual |
| --------- | --------- | ----------------- | ----------------- |
| dez./2006 | 989.758   | —                 | —                 |
| dez./2007 | 997.187   | 7.429             | +0,7%             |
| dez./2008 | 1.028.669 | 31.482            | +3,1%             |
| dez./2009 | 979.530   | 49.139            | -5,0%             |
| dez./2010 | 1.159.646 | 180.116           | +18%              |
| dez./2011 | 1.177.072 | 17.426            | +1,5%             |
| dez./2012 | 1.180.717 | 3.645             | +0,3%             |
| dez./2013 | 1.185.971 | 5.254             | +0,4%             |
| dez./2014 | 1.183.341 | 2.630             | -0,2%             |
| dez./2015 | 1.181.458 | 1.883             | -0,1%             |
| dez./2016 | 1.192.864 | 11.406            | +0,9%             |
| dez./2017 | 1.192.073 | 791               | -0,0%             |
| dez./2018 | 1.191.490 | 583               | -0,0%             |
| dez./2019 | 1.067.624 | 123.866           | -11%              |
| dez./2020 | 1.102.308 | 34.684            | +3,2%             |
| dez./2021 | 1.075.691 | 26.617            | -2,4%             |
| dez./2022 | 1.053.591 | 22.100            | -2,0%             |

### Presidência
- Ivete Vargas (1980–1984)
- Ricardo Ribeiro (1984)
- Paiva Muniz (1984–1993)
- Manoel Antônio Rodrigues Paiva (1993–1994)
- José Eduardo de Andrade Vieira (1994–1999)
- José Carlos Martinez (1999–2003)
- Roberto Jefferson (2003–2005)
- Flávio Martinez (2005–2006)
- Roberto Jefferson (2006–2012)
- Benito Gama (2012–2014)
- Cristiane Brasil (2014–2016)
- Roberto Jefferson (2016–2021)
- Graciela Nienov (2021–2022)
- Marcus Vinícius Neskau (2022)
- Kassyo Santos Ramos (2022–2023)[46]

#### Disputa
A presidência do partido encontra-se ocupada de maneira interina, em decorrência de uma série de desdobramentos políticos e judiciais. No dia 10 de novembro de 2021, o ministro do STF Alexandre de Moraes afastou o então presidente do PTB Roberto Jefferson, que já estava afastado de facto desde agosto em decorrência de sua prisão, pelo prazo inicial de 180 dias. O ministro tomou a decisão com base no pedido de parlamentares da legenda que apontavam possível uso irregular do fundo partidário nas mãos de Jefferson. Graciela Nienov, que exercia interinamente a presidência do partido durante esse período foi eleita para ocupar o cargo de maneira efetiva no dia 30 de novembro de 2021, em convenção partidária.
Uma nova convenção foi realizada no dia 11 fevereiro de 2022, dessa vez conduzindo a presidência da legenda o deputado estadual Marcus Vinícius Neskau. Graciela Nienov, então presidente, não reconheceu a convenção e judicializou a questão.
Em 29 março de 2022, Neskau foi afastado pelo ministro do STF Alexandre de Moraes por possíveis irregularidades na utilização do fundo partidário, assim como Jefferson. Com a vacância do cargo, Ana Lucia Francisco, vice-presidente da legenda e esposa de Roberto Jefferson, assumiria interinamente a presidência, porém decidiu se licenciar. Coube ao então secretário-geral do partido, Kassyo Santos Ramos, assumir a presidência de forma interina.

## Desempenho eleitoral
| Legislatura     | Bancada  | %    | ±  |
| --------------- | -------- | ---- | -- |
| 47ª (1983–1987) | 13 / 479 | 2,71 | 13 |
| 48ª (1987–1991) | 16 / 494 | 3,23 | 3  |
| 49ª (1991–1995) | 37 / 503 | 7,35 | 21 |
| 50ª (1995–1999) | 31 / 513 | 6,04 | 6  |
| 51ª (1999–2003) | 31 / 513 | 6,04 | 0  |
| 52ª (2003–2007) | 26 / 513 | 5,06 | 5  |
| 53ª (2007–2011) | 22 / 513 | 4,28 | 4  |
| 54ª (2011–2015) | 22 / 513 | 4,28 | 0  |
| 55ª (2015–2019) | 25 / 513 | 4,87 | 3  |
| 56ª (2019–2023) | 10 / 513 | 1,94 | 15 |
| 57ª (2023–2027) | 1 / 513  | 1,30 | 9  |

Os números das bancadas representam o início de cada legislatura, desconsiderando, por exemplo, parlamentares que tenham mudado de partido posteriormente.

### Eleições estaduais
| Participação e desempenho do PTB nas eleições estaduais de 2022 |                                          |                                                    | |                                    |                                     |
| Candidatos majoritários eleitos (4 governadores e 6 senadores). Em negrito estão os candidatos filiados ao PTB durante a eleição. Os cargos obtidos na Câmara Federal e nas Assembleias Legislativas são referentes às coligações proporcionais que o PTB compôs. Tais coligações não são necessariamente iguais às coligações majoritárias e geralmente são menores. Não estão listados os futuros suplentes empossados. \| UF \| Candidatos(as) a Governador(a) e Vice \| Candidatos(as) a Senadores(as) \| Coligação majoritária (governo e senado) \| Deputados(as) federais eleitos(as) \| Deputados(as) estaduais eleitos(as) \| \| -- \| ---------------------------------------- \| -------------------------------------------------- \| ---------------------------------------------------------------------------------------------------------------------------- \| ---------------------------------- \| ----------------------------------- \| \| AC \| Sérgio Petecão (PSD) \| Vanda Milani (PROS) \| PTB / PSD / PROS / Avante \| \| \| \| AC \| Tota Filho (PSD) \| Vanda Milani (PROS) \| PTB / PSD / PROS / Avante \| \| \| \| AL \| Fernando Collor (PTB) \| ninguém \| PTB / PL / Agir \| \| \| \| AL \| Leonardo Dias (PL) \| ninguém \| PTB / PL / Agir \| \| \| \| AM \| Wilson Lima (UNIÃO) \| Coronel Menezes (PL) \| PTB / UNIÃO / Avante / PL / Republicanos / PP / PSC / Patriota / PRTB / PMN \| \| \| \| AM \| Tadeu de Souza (Avante) \| Coronel Menezes (PL) \| PTB / UNIÃO / Avante / PL / Republicanos / PP / PSC / Patriota / PRTB / PMN \| \| \| \| AP \| Jaime Nunes (PSD) \| Guaracy (PTB) indeferido \| PTB / PSD / PSC / PROS / Agir \| \| \| \| AP \| Liliane Albuquerque (PSD) \| Guaracy (PTB) indeferido \| PTB / PSD / PSC / PROS / Agir \| \| \| \| BA \| ACM Neto (UNIÃO) \| Cacá Leão (PP) \| PTB / UNIÃO / Republicanos / PP / Fed. PSDB Cidadania / PDT / PSC / PODE / Solidariedade / PRTB / PMN / DC \| \| \| \| BA \| Ana Coelho (Republicanos) \| Cacá Leão (PP) \| PTB / UNIÃO / Republicanos / PP / Fed. PSDB Cidadania / PDT / PSC / PODE / Solidariedade / PRTB / PMN / DC \| \| \| \| CE \| Capitão Wagner (UNIÃO) \| Kamila Cardoso (Avante) \| PTB / UNIÃO / PL / Avante / Republicanos / PODE / PROS \| \| \| \| CE \| Raimundo Matos (PL) \| Kamila Cardoso (Avante) \| PTB / UNIÃO / PL / Avante / Republicanos / PODE / PROS \| \| \| \| DF \| Coronel Moreno (PTB) \| Marcelo Hipólito (PTB) \| PTB \| \| \| \| DF \| Dr. Luiz Gustavo (PTB) \| Marcelo Hipólito (PTB) \| PTB \| \| \| \| ES \| Carlos Manato (PL) \| Magno Malta (PL) \| PTB / PL \| \| \| \| ES \| Bruno Lourenço (PTB) \| Magno Malta (PL) \| PTB / PL \| \| \| \| GO \| ninguém \| ninguém \| nenhuma \| \| \| \| MA \| Weverton Rocha (PDT) \| Roberto Rocha (PTB) \| PTB / PDT / PL / Republicanos / PROS / Agir \| \| \| \| MA \| Hélio Soares (PL) \| Roberto Rocha (PTB) \| PTB / PDT / PL / Republicanos / PROS / Agir \| \| \| \| MG \| ninguém \| Pastor Altamiro Alves (PTB) \| PTB \| \| \| \| MS \| Marquinhos Trad (PSD) \| Odilon de Oliveira (PSD) \| PTB / PSD / PSC / Patriota \| \| \| \| MS \| Dra. Viviane Orro (PSD) \| Odilon de Oliveira (PSD) \| PTB / PSD / PSC / Patriota \| \| \| \| MT \| Pastor Marcos Ritela (PTB) \| Antônio Galvan (PTB) \| PTB \| \| \| \| MT \| Alvani Laurindo (PTB) \| Antônio Galvan (PTB) \| PTB \| \| \| \| PA \| Helder Barbalho (MDB) \| Beto Faro (PT) \| PTB / MDB / FE Brasil (PT/PCdoB/PV) / PP / Fed. PSDB Cidadania / PODE / UNIÃO / PSD / PDT / PSB / Republicanos / Avante / DC \| \| \| \| PA \| Hanna Ghassan (MDB) \| Flexa Ribeiro (PP) \| PTB / MDB / FE Brasil (PT/PCdoB/PV) / PP / Fed. PSDB Cidadania / PODE / UNIÃO / PSD / PDT / PSB / Republicanos / Avante / DC \| \| \| \| PA \| Hanna Ghassan (MDB) \| Jardel Guimarães (PODE) \| PTB / MDB / FE Brasil (PT/PCdoB/PV) / PP / Fed. PSDB Cidadania / PODE / UNIÃO / PSD / PDT / PSB / Republicanos / Avante / DC \| \| \| \| PA \| Hanna Ghassan (MDB) \| Manoel Pioneiro (PSDB) \| PTB / MDB / FE Brasil (PT/PCdoB/PV) / PP / Fed. PSDB Cidadania / PODE / UNIÃO / PSD / PDT / PSB / Republicanos / Avante / DC \| \| \| \| PB \| Pedro Cunha Lima (PSDB) \| Efraim Filho (UNIÃO) \| PTB / Fed. PSDB Cidadania / UNIÃO / PDT / PROS / PSC / PMB \| \| \| \| PB \| Domiciano Cabral (Cidadania) \| Efraim Filho (UNIÃO) \| PTB / Fed. PSDB Cidadania / UNIÃO / PDT / PROS / PSC / PMB \| \| \| \| PE \| Pastor Wellington (PTB) \| ninguém \| PTB \| \| \| \| PE \| Carol Tosaka (PTB) \| ninguém \| PTB \| \| \| \| PI \| Sílvio Mendes (UNIÃO) \| Joel Rodrigues (PP) \| PTB / UNIÃO / PP / PDT / Fed. PSDB Cidadania / Avante \| \| \| \| PI \| Iracema Portela (PP) \| Joel Rodrigues (PP) \| PTB / UNIÃO / PP / PDT / Fed. PSDB Cidadania / Avante \| \| \| \| PR \| Ratinho Júnior (PSD) \| ninguém \| PTB / PSD / PP / MDB / UNIÃO / PL / Republicanos / Solidariedade / PROS / PMB / Agir \| \| \| \| PR \| Darci Piana (PSD) \| ninguém \| PTB / PSD / PP / MDB / UNIÃO / PL / Republicanos / Solidariedade / PROS / PMB / Agir \| \| \| \| RJ \| Cláudio Castro (PL) \| Daniel Silveira (PTB) indeferido - partido isolado \| PTB / PL / MDB / UNIÃO / PP / Republicanos / PODE / Avante / PSC / Solidariedade / PRTB / DC / PMN \| \| \| \| RJ \| Thiago Pampolha (UNIÃO) \| Daniel Silveira (PTB) indeferido - partido isolado \| PTB / PL / MDB / UNIÃO / PP / Republicanos / PODE / Avante / PSC / Solidariedade / PRTB / DC / PMN \| \| \| \| RN \| ninguém \| ninguém \| nenhuma \| \| \| \| RO \| Marcos Rogério (PL) \| Jaime Bagattoli (PL) \| PTB / PL / DC / PMB \| \| \| \| RO \| Dra. Flávia Lenzi (PL) \| Jaime Bagattoli (PL) \| PTB / PL / DC / PMB \| \| \| \| RR \| ninguém \| Dr. Ilderson (PTB) \| PTB \| \| \| \| RS \| Luis Carlos Heinze (PP) \| Comandante Nádia (PP) \| PTB / PP / PRTB \| \| \| \| RS \| Tanise Sabino (PTB) \| Comandante Nádia (PP) \| PTB / PP / PRTB \| \| \| \| SC \| Esperidião Amin (PP) \| Kennedy Nunes (PTB) \| PTB / PP / Fed. PSDB Cidadania \| \| \| \| SC \| Dalírio Beber (PSDB) \| Kennedy Nunes (PTB) \| PTB / PP / Fed. PSDB Cidadania \| \| \| \| SE \| Valmir de Francisquinho (PL) indeferido \| Eduardo Amorim (PL) \| PTB / PL / Patriota / PROS / PMN \| \| \| \| SE \| Emília Corrêa (Patriota) \| Eduardo Amorim (PL) \| PTB / PL / Patriota / PROS / PMN \| \| \| \| SP \| Tarcísio Gomes de Freitas (Republicanos) \| Marcos Pontes (PL) \| PTB / Republicanos / PSD / PL / PSC / PMN \| \| \| \| SP \| Felicio Ramuth (PSD) \| Marcos Pontes (PL) \| PTB / Republicanos / PSD / PL / PSC / PMN \| \| \| \| TO \| Wanderlei Barbosa (Republicanos) \| Dorinha Rezende (UNIÃO) \| PTB / Republicanos / PDT / UNIÃO / Fed. PSDB Cidadania / Solidariedade / PSC \| \| \| \| TO \| Laurez Moreira (PDT) \| Dorinha Rezende (UNIÃO) \| PTB / Republicanos / PDT / UNIÃO / Fed. PSDB Cidadania / Solidariedade / PSC \| \| \| |                                          |                                                    | |                                    |                                     |
| UF | Candidatos(as) a Governador(a) e Vice    | Candidatos(as) a Senadores(as)                     | Coligação majoritária (governo e senado)                                                                                     | Deputados(as) federais eleitos(as) | Deputados(as) estaduais eleitos(as) |
| AC | Sérgio Petecão (PSD)                     | Vanda Milani (PROS)                                | PTB / PSD / PROS / Avante |                                    |                                     |
| AC | Tota Filho (PSD)                         | Vanda Milani (PROS)                                | PTB / PSD / PROS / Avante |                                    |                                     |
| AL | Fernando Collor (PTB)                    | ninguém                                            | PTB / PL / Agir |                                    |                                     |
| AL | Leonardo Dias (PL)                       | ninguém                                            | PTB / PL / Agir |                                    |                                     |
| AM | Wilson Lima (UNIÃO)                      | Coronel Menezes (PL)                               | PTB / UNIÃO / Avante / PL / Republicanos / PP / PSC / Patriota / PRTB / PMN                                                  |                                    |                                     |
| AM | Tadeu de Souza (Avante)                  | Coronel Menezes (PL)                               | PTB / UNIÃO / Avante / PL / Republicanos / PP / PSC / Patriota / PRTB / PMN                                                  |                                    |                                     |
| AP | Jaime Nunes (PSD)                        | Guaracy (PTB) indeferido                           | PTB / PSD / PSC / PROS / Agir                                                                                                |                                    |                                     |
| AP | Liliane Albuquerque (PSD)                | Guaracy (PTB) indeferido                           | PTB / PSD / PSC / PROS / Agir                                                                                                |                                    |                                     |
| BA | ACM Neto (UNIÃO)                         | Cacá Leão (PP)                                     | PTB / UNIÃO / Republicanos / PP / Fed. PSDB Cidadania / PDT / PSC / PODE / Solidariedade / PRTB / PMN / DC                   |                                    |                                     |
| BA | Ana Coelho (Republicanos)                | Cacá Leão (PP)                                     | PTB / UNIÃO / Republicanos / PP / Fed. PSDB Cidadania / PDT / PSC / PODE / Solidariedade / PRTB / PMN / DC                   |                                    |                                     |
| CE | Capitão Wagner (UNIÃO)                   | Kamila Cardoso (Avante)                            | PTB / UNIÃO / PL / Avante / Republicanos / PODE / PROS                                                                       |                                    |                                     |
| CE | Raimundo Matos (PL)                      | Kamila Cardoso (Avante)                            | PTB / UNIÃO / PL / Avante / Republicanos / PODE / PROS                                                                       |                                    |                                     |
| DF | Coronel Moreno (PTB)                     | Marcelo Hipólito (PTB)                             | PTB |                                    |                                     |
| DF | Dr. Luiz Gustavo (PTB)                   | Marcelo Hipólito (PTB)                             | PTB |                                    |                                     |
| ES | Carlos Manato (PL)                       | Magno Malta (PL)                                   | PTB / PL |                                    |                                     |
| ES | Bruno Lourenço (PTB)                     | Magno Malta (PL)                                   | PTB / PL |                                    |                                     |
| GO | ninguém                                  | ninguém                                            | nenhuma |                                    |                                     |
| MA | Weverton Rocha (PDT)                     | Roberto Rocha (PTB)                                | PTB / PDT / PL / Republicanos / PROS / Agir                                                                                  |                                    |                                     |
| MA | Hélio Soares (PL)                        | Roberto Rocha (PTB)                                | PTB / PDT / PL / Republicanos / PROS / Agir                                                                                  |                                    |                                     |
| MG | ninguém                                  | Pastor Altamiro Alves (PTB)                        | PTB |                                    |                                     |
| MS | Marquinhos Trad (PSD)                    | Odilon de Oliveira (PSD)                           | PTB / PSD / PSC / Patriota                                                                                                   |                                    |                                     |
| MS | Dra. Viviane Orro (PSD)                  | Odilon de Oliveira (PSD)                           | PTB / PSD / PSC / Patriota                                                                                                   |                                    |                                     |
| MT | Pastor Marcos Ritela (PTB)               | Antônio Galvan (PTB)                               | PTB |                                    |                                     |
| MT | Alvani Laurindo (PTB)                    | Antônio Galvan (PTB)                               | PTB |                                    |                                     |
| PA | Helder Barbalho (MDB)                    | Beto Faro (PT)                                     | PTB / MDB / FE Brasil (PT/PCdoB/PV) / PP / Fed. PSDB Cidadania / PODE / UNIÃO / PSD / PDT / PSB / Republicanos / Avante / DC |                                    |                                     |
| PA | Hanna Ghassan (MDB)                      | Flexa Ribeiro (PP)                                 | PTB / MDB / FE Brasil (PT/PCdoB/PV) / PP / Fed. PSDB Cidadania / PODE / UNIÃO / PSD / PDT / PSB / Republicanos / Avante / DC |                                    |                                     |
| PA | Hanna Ghassan (MDB)                      | Jardel Guimarães (PODE)                            | PTB / MDB / FE Brasil (PT/PCdoB/PV) / PP / Fed. PSDB Cidadania / PODE / UNIÃO / PSD / PDT / PSB / Republicanos / Avante / DC |                                    |                                     |
| PA | Hanna Ghassan (MDB)                      | Manoel Pioneiro (PSDB)                             | PTB / MDB / FE Brasil (PT/PCdoB/PV) / PP / Fed. PSDB Cidadania / PODE / UNIÃO / PSD / PDT / PSB / Republicanos / Avante / DC |                                    |                                     |
| PB | Pedro Cunha Lima (PSDB)                  | Efraim Filho (UNIÃO)                               | PTB / Fed. PSDB Cidadania / UNIÃO / PDT / PROS / PSC / PMB                                                                   |                                    |                                     |
| PB | Domiciano Cabral (Cidadania)             | Efraim Filho (UNIÃO)                               | PTB / Fed. PSDB Cidadania / UNIÃO / PDT / PROS / PSC / PMB                                                                   |                                    |                                     |
| PE | Pastor Wellington (PTB)                  | ninguém                                            | PTB |                                    |                                     |
| PE | Carol Tosaka (PTB)                       | ninguém                                            | PTB |                                    |                                     |
| PI | Sílvio Mendes (UNIÃO)                    | Joel Rodrigues (PP)                                | PTB / UNIÃO / PP / PDT / Fed. PSDB Cidadania / Avante                                                                        |                                    |                                     |
| PI | Iracema Portela (PP)                     | Joel Rodrigues (PP)                                | PTB / UNIÃO / PP / PDT / Fed. PSDB Cidadania / Avante                                                                        |                                    |                                     |
| PR | Ratinho Júnior (PSD)                     | ninguém                                            | PTB / PSD / PP / MDB / UNIÃO / PL / Republicanos / Solidariedade / PROS / PMB / Agir                                         |                                    |                                     |
| PR | Darci Piana (PSD)                        | ninguém                                            | PTB / PSD / PP / MDB / UNIÃO / PL / Republicanos / Solidariedade / PROS / PMB / Agir                                         |                                    |                                     |
| RJ | Cláudio Castro (PL)                      | Daniel Silveira (PTB) indeferido - partido isolado | PTB / PL / MDB / UNIÃO / PP / Republicanos / PODE / Avante / PSC / Solidariedade / PRTB / DC / PMN                           |                                    |                                     |
| RJ | Thiago Pampolha (UNIÃO)                  | Daniel Silveira (PTB) indeferido - partido isolado | PTB / PL / MDB / UNIÃO / PP / Republicanos / PODE / Avante / PSC / Solidariedade / PRTB / DC / PMN                           |                                    |                                     |
| RN | ninguém                                  | ninguém                                            | nenhuma |                                    |                                     |
| RO | Marcos Rogério (PL)                      | Jaime Bagattoli (PL)                               | PTB / PL / DC / PMB |                                    |                                     |
| RO | Dra. Flávia Lenzi (PL)                   | Jaime Bagattoli (PL)                               | PTB / PL / DC / PMB |                                    |                                     |
| RR | ninguém                                  | Dr. Ilderson (PTB)                                 | PTB |                                    |                                     |
| RS | Luis Carlos Heinze (PP)                  | Comandante Nádia (PP)                              | PTB / PP / PRTB |                                    |                                     |
| RS | Tanise Sabino (PTB)                      | Comandante Nádia (PP)                              | PTB / PP / PRTB |                                    |                                     |
| SC | Esperidião Amin (PP)                     | Kennedy Nunes (PTB)                                | PTB / PP / Fed. PSDB Cidadania                                                                                               |                                    |                                     |
| SC | Dalírio Beber (PSDB)                     | Kennedy Nunes (PTB)                                | PTB / PP / Fed. PSDB Cidadania                                                                                               |                                    |                                     |
| SE | Valmir de Francisquinho (PL) indeferido  | Eduardo Amorim (PL)                                | PTB / PL / Patriota / PROS / PMN                                                                                             |                                    |                                     |
| SE | Emília Corrêa (Patriota)                 | Eduardo Amorim (PL)                                | PTB / PL / Patriota / PROS / PMN                                                                                             |                                    |                                     |
| SP | Tarcísio Gomes de Freitas (Republicanos) | Marcos Pontes (PL)                                 | PTB / Republicanos / PSD / PL / PSC / PMN                                                                                    |                                    |                                     |
| SP | Felicio Ramuth (PSD)                     | Marcos Pontes (PL)                                 | PTB / Republicanos / PSD / PL / PSC / PMN                                                                                    |                                    |                                     |
| TO | Wanderlei Barbosa (Republicanos)         | Dorinha Rezende (UNIÃO)                            | PTB / Republicanos / PDT / UNIÃO / Fed. PSDB Cidadania / Solidariedade / PSC                                                 |                                    |                                     |
| TO | Laurez Moreira (PDT)                     | Dorinha Rezende (UNIÃO)                            | PTB / Republicanos / PDT / UNIÃO / Fed. PSDB Cidadania / Solidariedade / PSC                                                 |                                    |                                     |

| Participação e desempenho do PTB nas eleições estaduais de 2018 |                                       |                                | |                                                                       | |
| Candidatos majoritários eleitos (10 governadores e 17 senadores). Em negrito estão os candidatos filiados ao PTB durante a eleição. Os cargos obtidos na Câmara Federal e nas Assembleias Legislativas são referentes às coligações proporcionais que o PTB compôs. Tais coligações não são necessariamente iguais às coligações majoritárias e geralmente são menores. Não estão listados os futuros suplentes empossados. \| UF \| Candidatos(as) a Governador(a) e Vice \| Candidatos(as) a Senadores(as) \| Coligação majoritária (governo e senado) \| Deputados(as) federais eleitos(as) — 115 \| Deputados(as) estaduais eleitos(as) — 145 \| \| -- \| ------------------------------------- \| ------------------------------ \| ------------------------------------------------------------------------------------------------------ \| --------------------------------------------------------------------- \| ---------------------------------------------------------------------------------------------------------------------------- \| \| AC \| Gladson Cameli (PP) \| Sérgio Petecão (PSD) \| PTB / PP / PSDB / PSD / MDB / PR / PPS / PMN / SD / PTC \| 2 MDB, 1 PSDB, 1 DEM, 1 SD \| Marcus Cavalcante (PTB) \| \| AC \| Major Rocha (PSDB) \| Márcio Bittar (MDB) \| PTB / PP / PSDB / PSD / MDB / PR / PPS / PMN / SD / PTC \| 2 MDB, 1 PSDB, 1 DEM, 1 SD \| Marcus Cavalcante (PTB) \| \| AL \| Renan Filho (MDB) \| Renan Calheiros (MDB) \| PTB / MDB / PR / PT / PCdoB / PODE / PDT / PHS / PV / DC / PSD / PRP / PMB / PPS / PRTB / PMN / Avante \| Nivaldo Albuquerque (PTB) + 1 PSD, 1 PR, 1 MDB, 1 PT \| Antônio Albuquerque (PTB) + 6 MDB, 2 PSD, 1 SD \| \| AL \| Luciano Barbosa (MDB) \| Maurício Quintella Lessa (PR) \| PTB / MDB / PR / PT / PCdoB / PODE / PDT / PHS / PV / DC / PSD / PRP / PMB / PPS / PRTB / PMN / Avante \| Nivaldo Albuquerque (PTB) + 1 PSD, 1 PR, 1 MDB, 1 PT \| Antônio Albuquerque (PTB) + 6 MDB, 2 PSD, 1 SD \| \| AM \| Amazonino Mendes (PDT) \| Hissa Abrahão (PDT) \| PTB / PDT / PP / PR / Avante / PV / SD / PPS / PHS / PSL / PPL / PRP \| 1 PSL, 1 PP, 1 PR, 1 SD \| 2 PSD, 1 DEM, 1 PRB \| \| AM \| Rebeca Garcia (PP) \| Alfredo Nascimento (PR) \| PTB / PDT / PP / PR / Avante / PV / SD / PPS / PHS / PSL / PPL / PRP \| 1 PSL, 1 PP, 1 PR, 1 SD \| 2 PSD, 1 DEM, 1 PRB \| \| AP \| Waldez Góes (PDT) \| Lucas Barreto (PTB) \| PTB / PDT / PROS / MDB / DC / PRB / PCdoB / PRP / PTC / PMB \| 1 PRB \| Antônio Furlan (PTB) + 1 PMB \| \| AP \| Jaime Nunes (PROS) \| Lucas Barreto (PTB) \| PTB / PDT / PROS / MDB / DC / PRB / PCdoB / PRP / PTC / PMB \| 1 PRB \| Antônio Furlan (PTB) + 1 PMB \| \| BA \| José Ronaldo (DEM) \| Jutahy Magalhães Júnior (PSDB) \| PTB / DEM / PSDB / PSC / PV / PRB / SD / PPL / Patriota \| ninguém \| 3 PSC \| \| BA \| Mônica Bahia (PSDB) \| Irmão Lázaro (PSC) \| PTB / DEM / PSDB / PSC / PV / PRB / SD / PPL / Patriota \| ninguém \| 3 PSC \| \| CE \| Camilo Santana (PT) \| Eunício Oliveira (MDB) \| PTB / PT / PDT / PP / PSB / PR / DEM / PCdoB / PPS / PRP / PV / PMN / PPL / PRTB / PMB / Patriota \| Pedro Augusto Bezerra (PTB) + 6 PDT, 1 PSB \| 2 PCdoB \| \| CE \| Izolda Cela (PDT) \| Alberto Bardawil (PODE) \| PTB / PT / PDT / PP / PSB / PR / DEM / PCdoB / PPS / PRP / PV / PMN / PPL / PRTB / PMB / Patriota \| Pedro Augusto Bezerra (PTB) + 6 PDT, 1 PSB \| 2 PCdoB \| \| DF \| Eliana Pedrosa (PROS) \| Juiz Everardo Ribeiro (PMN) \| PTB / PROS / PMN / PHS / PTC / PMB / Patriota \| ninguém \| Jaqueline Silva (PTB) \| \| DF \| Alírio Neto (PTB) \| Walisson Nascimento (PTB) \| PTB / PROS / PMN / PHS / PTC / PMB / Patriota \| ninguém \| Jaqueline Silva (PTB) \| \| ES \| Aridelmo Teixeira (PTB) \| Hélder Carnelli (PTB) \| PTB / PMB \| ninguém \| Adilson Espíndola (PTB) \| \| ES \| Jéssica Polese (PTB) \| Rogério Bernardo (PMB) \| PTB / PMB \| ninguém \| Adilson Espíndola (PTB) \| \| GO \| José Eliton (PSDB) \| Vanderlan Cardoso (PP) \| PTB / PSDB / PPS / PSB / PSD / SD / PV / NOVO / REDE / Avante / Patriota \| 1 PSD, 1 PR, 1 SD, 1 PSB, 1 PSDB \| Henrique Arantes (PTB) + 2 PSD \| \| GO \| Raquel Teixeira (PSDB) \| Marconi Perillo (PSDB) \| PTB / PSDB / PPS / PSB / PSD / SD / PV / NOVO / REDE / Avante / Patriota \| 1 PSD, 1 PR, 1 SD, 1 PSB, 1 PSDB \| Henrique Arantes (PTB) + 2 PSD \| \| MA \| Flávio Dino (PCdoB) \| Weverton Rocha (PDT) \| PTB / PCdoB / PDT / PT / PSB / PPS / PROS / PRB / PR / DEM / PP / PTC / SD / PPL / Avante / Patriota \| Pedro Lucas Fernandes (PTB) + 2 PCdoB, 1 PRB, 1 PSB, 1 DEM \| Mical Damasceno (PTB) + 1 PROS \| \| MA \| Carlos Brandão (PRB) \| Eliziane Gama (PPS) \| PTB / PCdoB / PDT / PT / PSB / PPS / PROS / PRB / PR / DEM / PP / PTC / SD / PPL / Avante / Patriota \| Pedro Lucas Fernandes (PTB) + 2 PCdoB, 1 PRB, 1 PSB, 1 DEM \| Mical Damasceno (PTB) + 1 PROS \| \| MG \| Antonio Anastasia (PSDB) \| Rodrigo Pacheco (DEM) \| PTB / PSDB / PSD / DEM / SD / PPS / PMN / PSC / PP / PTC / PMB / Patriota \| 1 PSC, 1 PMN \| Arlen Santiago (PTB), Bráulio Braz (PTB), Sargento Rodrigues (PTB) \| \| MG \| Marcos Montes (PSD) \| Dinis Pinheiro (SD) \| PTB / PSDB / PSD / DEM / SD / PPS / PMN / PSC / PP / PTC / PMB / Patriota \| 1 PSC, 1 PMN \| Arlen Santiago (PTB), Bráulio Braz (PTB), Sargento Rodrigues (PTB) \| \| MS \| Reinaldo Azambuja (PSDB) \| Nelsinho Trad (PTB) \| PTB / PSDB / DEM / PPS / PP / PMB / PSB / PSD / PSL / PROS / PMN / SD / Avante / Patriota \| 2 PSL \| Neno Razuk (PTB) + 2 PSL, 2 PP, 2 SD \| \| MS \| Murilo Zauith (DEM) \| Marcelo Miglioli (PSDB) \| PTB / PSDB / DEM / PPS / PP / PMB / PSB / PSD / PSL / PROS / PMN / SD / Avante / Patriota \| 2 PSL \| Neno Razuk (PTB) + 2 PSL, 2 PP, 2 SD \| \| MT \| Wellington Fagundes (PR) \| Adilton Sachetti (PRB) \| PTB / PR / PV / PRB / PCdoB / PODE / PP / PT / PMN / PROS \| Emanuelzinho (PTB) + 1 PODE, 1 PP, 1 PT \| 2 PV \| \| MT \| Sirlei Theis (PV) \| Professora Maria Lúcia (PCdoB) \| PTB / PR / PV / PRB / PCdoB / PODE / PP / PT / PMN / PROS \| Emanuelzinho (PTB) + 1 PODE, 1 PP, 1 PT \| 2 PV \| \| PA \| Helder Barbalho (MDB) \| Jader Barbalho (MDB) \| PTB / MDB / PR / PP / PSD / PRB / PODE / PROS / PSC / PSL / PHS / DC / PMB / PTC / Avante / Patriota \| Eduardo Costa (PTB), Paulo Bengtson (PTB) + 3 PSD, 2 MDB, 1 PR, 1 PRB \| Angelo Ferrari (PTB), Delegado Toni Cunha (PTB) + 1 PSL \| \| PA \| Lúcio Vale (PR) \| Zequinha Marinho (PSC) \| PTB / MDB / PR / PP / PSD / PRB / PODE / PROS / PSC / PSL / PHS / DC / PMB / PTC / Avante / Patriota \| Eduardo Costa (PTB), Paulo Bengtson (PTB) + 3 PSD, 2 MDB, 1 PR, 1 PRB \| Angelo Ferrari (PTB), Delegado Toni Cunha (PTB) + 1 PSL \| \| PB \| João Azevêdo (PSB) \| Veneziano Vital (PSB) \| PTB / PSB / PDT / PT / DEM / PR / PODE / PRP / PMN / PRB / PCdoB / PPS / REDE / PROS / Avante \| Wilson Santiago (PTB) + 1 PSB, 1 PDT, 1 PRB, 1 PT, 1 DEM \| Doda de Tião (PTB), Wilson Santiago Filho (PTB) + 8 PSB, 3 PODE, 1 PCdoB, 1 PRB \| \| PB \| Lígia Feliciano (PDT) \| Luiz Couto (PT) \| PTB / PSB / PDT / PT / DEM / PR / PODE / PRP / PMN / PRB / PCdoB / PPS / REDE / PROS / Avante \| Wilson Santiago (PTB) + 1 PSB, 1 PDT, 1 PRB, 1 PT, 1 DEM \| Doda de Tião (PTB), Wilson Santiago Filho (PTB) + 8 PSB, 3 PODE, 1 PCdoB, 1 PRB \| \| PE \| Armando Monteiro (PTB) \| Mendonça Filho (DEM) \| PTB / PODE / PSC / PSDB / DEM / PRB / PR / PPS / PSD / PSL / PHS / DC / PMB \| 2 PRB, 1 PSC, 1 PPS, 1 DEM, 1 PODE \| Álvaro Porto (PTB), Romero Sales Filho (PTB) + 3 DEM, 1 PRB, 1 PSDB \| \| PE \| Fred Ferreira (PSC) \| Bruno Araújo (PSDB) \| PTB / PODE / PSC / PSDB / DEM / PRB / PR / PPS / PSD / PSL / PHS / DC / PMB \| 2 PRB, 1 PSC, 1 PPS, 1 DEM, 1 PODE \| Álvaro Porto (PTB), Romero Sales Filho (PTB) + 3 DEM, 1 PRB, 1 PSDB \| \| PI \| Wellington Dias (PT) \| Ciro Nogueira (PP) \| PTB / PT / MDB / PP / PR / PCdoB / PRTB / PDT / PSD \| 2 PT, 2 PP, 1 PR, 1 PDT, 1 PSD, 1 MDB \| Janaina Marques (PTB), José Nerinho (PTB) + 6 MDB, 5 PT, 5 PP, 3 PR, 1 PSD, 1 PRTB, 1 PDT \| \| PI \| Regina Sousa (PT) \| Marcelo Castro (MDB) \| PTB / PT / MDB / PP / PR / PCdoB / PRTB / PDT / PSD \| 2 PT, 2 PP, 1 PR, 1 PDT, 1 PSD, 1 MDB \| Janaina Marques (PTB), José Nerinho (PTB) + 6 MDB, 5 PT, 5 PP, 3 PR, 1 PSD, 1 PRTB, 1 PDT \| \| PR \| Cida Borghetti (PP) \| Alex Canziani (PTB) \| PTB / PP / PSDB / PSB / PMN / DEM / PROS / PMB \| Luisa Canziani (PTB) + 2 PP, 2 PSB, 2 PROS, 1 DEM \| Tião Medeiros (PTB) + 5 PSB, 3 PSDB, 3 PP, 2 DEM \| \| PR \| Coronel Malucelli (PMN) \| Beto Richa (PSDB) \| PTB / PP / PSDB / PSB / PMN / DEM / PROS / PMB \| Luisa Canziani (PTB) + 2 PP, 2 PSB, 2 PROS, 1 DEM \| Tião Medeiros (PTB) + 5 PSB, 3 PSDB, 3 PP, 2 DEM \| \| RJ \| Eduardo Paes (DEM) \| Cesar Maia (DEM) \| PTB / DEM / PSDB / PP / PPS / MDB / SD / PV / DC / PHS / PMN / Avante \| 4 DEM, 3 MDB, 2 PP \| Marcus Vinícius Neskau (PTB) + 3 SD \| \| RJ \| Comte Bittencourt (PPS) \| Aspásia Camargo (PSDB) \| PTB / DEM / PSDB / PP / PPS / MDB / SD / PV / DC / PHS / PMN / Avante \| 4 DEM, 3 MDB, 2 PP \| Marcus Vinícius Neskau (PTB) + 3 SD \| \| RN \| Carlos Eduardo Alves (PDT) \| Garibaldi Alves Filho (MDB) \| PTB / PDT / PP / MDB / DEM / PR / PODE \| 1 PTC, 1 PR, 1 PSB, 1 PSD \| 2 PTC \| \| RN \| Kadu Ciarlini (PP) \| Antônio Jácome (PODE) \| PTB / PDT / PP / MDB / DEM / PR / PODE \| 1 PTC, 1 PR, 1 PSB, 1 PSD \| 2 PTC \| \| RO \| Acir Gurgacz (PDT) \| Jesualdo Júnior (PSB) \| PTB / PDT / DC / PP / PSB / PTC / SD / Avante \| 1 PP, 1 PDT, 1 PSB \| Ezequiel Neiva (PTB), Marcelo Cruz (PTB) + 1 PP \| \| RO \| Neodi de Oliveira (DC) \| Carlos Magno (PP) \| PTB / PDT / DC / PP / PSB / PTC / SD / Avante \| 1 PP, 1 PDT, 1 PSB \| Ezequiel Neiva (PTB), Marcelo Cruz (PTB) + 1 PP \| \| RR \| Telmário Mota (PTB) \| Júlio Martins (PTB) \| PTB / PV / PT / REDE \| 1 REDE \| Jeferson Alves (PTB) + 1 PT \| \| RR \| Evandro Moreira (PTB) \| Rudson Leite (PV) \| PTB / PV / PT / REDE \| 1 REDE \| Jeferson Alves (PTB) + 1 PT \| \| RS \| Eduardo Leite (PSDB) \| Luis Carlos Heinze (PP) \| PTB / PSDB / PPS / PP / PRB / PHS / REDE \| Marcelo Moraes (PTB), Maurício Dziedricki (PTB) + 4 PP, 2 PSDB, 1 PRB \| Aloísio Classmann (PTB), Dirceu Franciscon (PTB), Elizandro Sabino (PTB), Luis Augusto Lara (PTB), Kelly Moraes (PTB) + 6 PP \| \| RS \| Ranolfo Vieira Júnior (PTB) \| Mário Bernd (PPS) \| PTB / PSDB / PPS / PP / PRB / PHS / REDE \| Marcelo Moraes (PTB), Maurício Dziedricki (PTB) + 4 PP, 2 PSDB, 1 PRB \| Aloísio Classmann (PTB), Dirceu Franciscon (PTB), Elizandro Sabino (PTB), Luis Augusto Lara (PTB), Kelly Moraes (PTB) + 6 PP \| \| SC \| Mauro Mariani (MDB) \| Jorginho Mello (PR) \| PTB / MDB / PSDB / PR / DC / PPS / PRTB / PTC / Avante \| 1 PSDB, 1 PPS \| 3 PR \| \| SC \| Napoleão Bernardes (PSDB) \| Paulo Bauer (PSDB) \| PTB / MDB / PSDB / PR / DC / PPS / PRTB / PTC / Avante \| 1 PSDB, 1 PPS \| 3 PR \| \| SE \| Valadares Filho (PSB) \| Antônio Carlos Valadares (PSB) \| PTB / PSB / PDT / PPL / PROS / PRP \| 1 PDT \| Rodrigo Valadares (PTB) \| \| SE \| Sílvia Fontes (PDT) \| Henry Clay (PPL) \| PTB / PSB / PDT / PPL / PROS / PRP \| 1 PDT \| Rodrigo Valadares (PTB) \| \| SP \| Márcio França (PSB) \| Maurren Maggi (PSB) \| PTB / PSB / PR / PSC / PPS / PODE / PV / PMB / PHS / PPL / PRP / PROS / SD / Avante / Patriota \| 4 PSB, 2 PPS, 1 PSC \| Campos Machado (PTB), Roque Barbiere (PTB) + 8 PSB, 2 PPS, 1 PV \| \| SP \| Coronel Eliane Nikoluk (PR) \| Mário Covas Neto (PODE) \| PTB / PSB / PR / PSC / PPS / PODE / PV / PMB / PHS / PPL / PRP / PROS / SD / Avante / Patriota \| 4 PSB, 2 PPS, 1 PSC \| Campos Machado (PTB), Roque Barbiere (PTB) + 8 PSB, 2 PPS, 1 PV \| \| TO \| Márlon Reis (REDE) \| Irajá Abreu (PSD) \| PTB / REDE / PV / PSD / PCdoB / PT / PDT / PRTB \| ninguém \| 2 PV \| \| TO \| José Geraldo (PTB) \| Paulo Mourão (PT) \| PTB / REDE / PV / PSD / PCdoB / PT / PDT / PRTB \| ninguém \| 2 PV \| |                                       |                                | |                                                                       | |
| UF | Candidatos(as) a Governador(a) e Vice | Candidatos(as) a Senadores(as) | Coligação majoritária (governo e senado)                                                               | Deputados(as) federais eleitos(as) — 115                              | Deputados(as) estaduais eleitos(as) — 145                                                                                    |
| AC | Gladson Cameli (PP)                   | Sérgio Petecão (PSD)           | PTB / PP / PSDB / PSD / MDB / PR / PPS / PMN / SD / PTC                                                | 2 MDB, 1 PSDB, 1 DEM, 1 SD                                            | Marcus Cavalcante (PTB) |
| AC | Major Rocha (PSDB)                    | Márcio Bittar (MDB)            | PTB / PP / PSDB / PSD / MDB / PR / PPS / PMN / SD / PTC                                                | 2 MDB, 1 PSDB, 1 DEM, 1 SD                                            | Marcus Cavalcante (PTB) |
| AL | Renan Filho (MDB)                     | Renan Calheiros (MDB)          | PTB / MDB / PR / PT / PCdoB / PODE / PDT / PHS / PV / DC / PSD / PRP / PMB / PPS / PRTB / PMN / Avante | Nivaldo Albuquerque (PTB) + 1 PSD, 1 PR, 1 MDB, 1 PT                  | Antônio Albuquerque (PTB) + 6 MDB, 2 PSD, 1 SD                                                                               |
| AL | Luciano Barbosa (MDB)                 | Maurício Quintella Lessa (PR)  | PTB / MDB / PR / PT / PCdoB / PODE / PDT / PHS / PV / DC / PSD / PRP / PMB / PPS / PRTB / PMN / Avante | Nivaldo Albuquerque (PTB) + 1 PSD, 1 PR, 1 MDB, 1 PT                  | Antônio Albuquerque (PTB) + 6 MDB, 2 PSD, 1 SD                                                                               |
| AM | Amazonino Mendes (PDT)                | Hissa Abrahão (PDT)            | PTB / PDT / PP / PR / Avante / PV / SD / PPS / PHS / PSL / PPL / PRP                                   | 1 PSL, 1 PP, 1 PR, 1 SD                                               | 2 PSD, 1 DEM, 1 PRB |
| AM | Rebeca Garcia (PP)                    | Alfredo Nascimento (PR)        | PTB / PDT / PP / PR / Avante / PV / SD / PPS / PHS / PSL / PPL / PRP                                   | 1 PSL, 1 PP, 1 PR, 1 SD                                               | 2 PSD, 1 DEM, 1 PRB |
| AP | Waldez Góes (PDT)                     | Lucas Barreto (PTB)            | PTB / PDT / PROS / MDB / DC / PRB / PCdoB / PRP / PTC / PMB                                            | 1 PRB                                                                 | Antônio Furlan (PTB) + 1 PMB                                                                                                 |
| AP | Jaime Nunes (PROS)                    | Lucas Barreto (PTB)            | PTB / PDT / PROS / MDB / DC / PRB / PCdoB / PRP / PTC / PMB                                            | 1 PRB                                                                 | Antônio Furlan (PTB) + 1 PMB                                                                                                 |
| BA | José Ronaldo (DEM)                    | Jutahy Magalhães Júnior (PSDB) | PTB / DEM / PSDB / PSC / PV / PRB / SD / PPL / Patriota                                                | ninguém                                                               | 3 PSC |
| BA | Mônica Bahia (PSDB)                   | Irmão Lázaro (PSC)             | PTB / DEM / PSDB / PSC / PV / PRB / SD / PPL / Patriota                                                | ninguém                                                               | 3 PSC |
| CE | Camilo Santana (PT)                   | Eunício Oliveira (MDB)         | PTB / PT / PDT / PP / PSB / PR / DEM / PCdoB / PPS / PRP / PV / PMN / PPL / PRTB / PMB / Patriota      | Pedro Augusto Bezerra (PTB) + 6 PDT, 1 PSB                            | 2 PCdoB |
| CE | Izolda Cela (PDT)                     | Alberto Bardawil (PODE)        | PTB / PT / PDT / PP / PSB / PR / DEM / PCdoB / PPS / PRP / PV / PMN / PPL / PRTB / PMB / Patriota      | Pedro Augusto Bezerra (PTB) + 6 PDT, 1 PSB                            | 2 PCdoB |
| DF | Eliana Pedrosa (PROS)                 | Juiz Everardo Ribeiro (PMN)    | PTB / PROS / PMN / PHS / PTC / PMB / Patriota                                                          | ninguém                                                               | Jaqueline Silva (PTB) |
| DF | Alírio Neto (PTB)                     | Walisson Nascimento (PTB)      | PTB / PROS / PMN / PHS / PTC / PMB / Patriota                                                          | ninguém                                                               | Jaqueline Silva (PTB) |
| ES | Aridelmo Teixeira (PTB)               | Hélder Carnelli (PTB)          | PTB / PMB                                                                                              | ninguém                                                               | Adilson Espíndola (PTB) |
| ES | Jéssica Polese (PTB)                  | Rogério Bernardo (PMB)         | PTB / PMB                                                                                              | ninguém                                                               | Adilson Espíndola (PTB) |
| GO | José Eliton (PSDB)                    | Vanderlan Cardoso (PP)         | PTB / PSDB / PPS / PSB / PSD / SD / PV / NOVO / REDE / Avante / Patriota                               | 1 PSD, 1 PR, 1 SD, 1 PSB, 1 PSDB                                      | Henrique Arantes (PTB) + 2 PSD                                                                                               |
| GO | Raquel Teixeira (PSDB)                | Marconi Perillo (PSDB)         | PTB / PSDB / PPS / PSB / PSD / SD / PV / NOVO / REDE / Avante / Patriota                               | 1 PSD, 1 PR, 1 SD, 1 PSB, 1 PSDB                                      | Henrique Arantes (PTB) + 2 PSD                                                                                               |
| MA | Flávio Dino (PCdoB)                   | Weverton Rocha (PDT)           | PTB / PCdoB / PDT / PT / PSB / PPS / PROS / PRB / PR / DEM / PP / PTC / SD / PPL / Avante / Patriota   | Pedro Lucas Fernandes (PTB) + 2 PCdoB, 1 PRB, 1 PSB, 1 DEM            | Mical Damasceno (PTB) + 1 PROS                                                                                               |
| MA | Carlos Brandão (PRB)                  | Eliziane Gama (PPS)            | PTB / PCdoB / PDT / PT / PSB / PPS / PROS / PRB / PR / DEM / PP / PTC / SD / PPL / Avante / Patriota   | Pedro Lucas Fernandes (PTB) + 2 PCdoB, 1 PRB, 1 PSB, 1 DEM            | Mical Damasceno (PTB) + 1 PROS                                                                                               |
| MG | Antonio Anastasia (PSDB)              | Rodrigo Pacheco (DEM)          | PTB / PSDB / PSD / DEM / SD / PPS / PMN / PSC / PP / PTC / PMB / Patriota                              | 1 PSC, 1 PMN                                                          | Arlen Santiago (PTB), Bráulio Braz (PTB), Sargento Rodrigues (PTB)                                                           |
| MG | Marcos Montes (PSD)                   | Dinis Pinheiro (SD)            | PTB / PSDB / PSD / DEM / SD / PPS / PMN / PSC / PP / PTC / PMB / Patriota                              | 1 PSC, 1 PMN                                                          | Arlen Santiago (PTB), Bráulio Braz (PTB), Sargento Rodrigues (PTB)                                                           |
| MS | Reinaldo Azambuja (PSDB)              | Nelsinho Trad (PTB)            | PTB / PSDB / DEM / PPS / PP / PMB / PSB / PSD / PSL / PROS / PMN / SD / Avante / Patriota              | 2 PSL                                                                 | Neno Razuk (PTB) + 2 PSL, 2 PP, 2 SD                                                                                         |
| MS | Murilo Zauith (DEM)                   | Marcelo Miglioli (PSDB)        | PTB / PSDB / DEM / PPS / PP / PMB / PSB / PSD / PSL / PROS / PMN / SD / Avante / Patriota              | 2 PSL                                                                 | Neno Razuk (PTB) + 2 PSL, 2 PP, 2 SD                                                                                         |
| MT | Wellington Fagundes (PR)              | Adilton Sachetti (PRB)         | PTB / PR / PV / PRB / PCdoB / PODE / PP / PT / PMN / PROS                                              | Emanuelzinho (PTB) + 1 PODE, 1 PP, 1 PT                               | 2 PV |
| MT | Sirlei Theis (PV)                     | Professora Maria Lúcia (PCdoB) | PTB / PR / PV / PRB / PCdoB / PODE / PP / PT / PMN / PROS                                              | Emanuelzinho (PTB) + 1 PODE, 1 PP, 1 PT                               | 2 PV |
| PA | Helder Barbalho (MDB)                 | Jader Barbalho (MDB)           | PTB / MDB / PR / PP / PSD / PRB / PODE / PROS / PSC / PSL / PHS / DC / PMB / PTC / Avante / Patriota   | Eduardo Costa (PTB), Paulo Bengtson (PTB) + 3 PSD, 2 MDB, 1 PR, 1 PRB | Angelo Ferrari (PTB), Delegado Toni Cunha (PTB) + 1 PSL                                                                      |
| PA | Lúcio Vale (PR)                       | Zequinha Marinho (PSC)         | PTB / MDB / PR / PP / PSD / PRB / PODE / PROS / PSC / PSL / PHS / DC / PMB / PTC / Avante / Patriota   | Eduardo Costa (PTB), Paulo Bengtson (PTB) + 3 PSD, 2 MDB, 1 PR, 1 PRB | Angelo Ferrari (PTB), Delegado Toni Cunha (PTB) + 1 PSL                                                                      |
| PB | João Azevêdo (PSB)                    | Veneziano Vital (PSB)          | PTB / PSB / PDT / PT / DEM / PR / PODE / PRP / PMN / PRB / PCdoB / PPS / REDE / PROS / Avante          | Wilson Santiago (PTB) + 1 PSB, 1 PDT, 1 PRB, 1 PT, 1 DEM              | Doda de Tião (PTB), Wilson Santiago Filho (PTB) + 8 PSB, 3 PODE, 1 PCdoB, 1 PRB                                              |
| PB | Lígia Feliciano (PDT)                 | Luiz Couto (PT)                | PTB / PSB / PDT / PT / DEM / PR / PODE / PRP / PMN / PRB / PCdoB / PPS / REDE / PROS / Avante          | Wilson Santiago (PTB) + 1 PSB, 1 PDT, 1 PRB, 1 PT, 1 DEM              | Doda de Tião (PTB), Wilson Santiago Filho (PTB) + 8 PSB, 3 PODE, 1 PCdoB, 1 PRB                                              |
| PE | Armando Monteiro (PTB)                | Mendonça Filho (DEM)           | PTB / PODE / PSC / PSDB / DEM / PRB / PR / PPS / PSD / PSL / PHS / DC / PMB                            | 2 PRB, 1 PSC, 1 PPS, 1 DEM, 1 PODE                                    | Álvaro Porto (PTB), Romero Sales Filho (PTB) + 3 DEM, 1 PRB, 1 PSDB                                                          |
| PE | Fred Ferreira (PSC)                   | Bruno Araújo (PSDB)            | PTB / PODE / PSC / PSDB / DEM / PRB / PR / PPS / PSD / PSL / PHS / DC / PMB                            | 2 PRB, 1 PSC, 1 PPS, 1 DEM, 1 PODE                                    | Álvaro Porto (PTB), Romero Sales Filho (PTB) + 3 DEM, 1 PRB, 1 PSDB                                                          |
| PI | Wellington Dias (PT)                  | Ciro Nogueira (PP)             | PTB / PT / MDB / PP / PR / PCdoB / PRTB / PDT / PSD                                                    | 2 PT, 2 PP, 1 PR, 1 PDT, 1 PSD, 1 MDB                                 | Janaina Marques (PTB), José Nerinho (PTB) + 6 MDB, 5 PT, 5 PP, 3 PR, 1 PSD, 1 PRTB, 1 PDT                                    |
| PI | Regina Sousa (PT)                     | Marcelo Castro (MDB)           | PTB / PT / MDB / PP / PR / PCdoB / PRTB / PDT / PSD                                                    | 2 PT, 2 PP, 1 PR, 1 PDT, 1 PSD, 1 MDB                                 | Janaina Marques (PTB), José Nerinho (PTB) + 6 MDB, 5 PT, 5 PP, 3 PR, 1 PSD, 1 PRTB, 1 PDT                                    |
| PR | Cida Borghetti (PP)                   | Alex Canziani (PTB)            | PTB / PP / PSDB / PSB / PMN / DEM / PROS / PMB                                                         | Luisa Canziani (PTB) + 2 PP, 2 PSB, 2 PROS, 1 DEM                     | Tião Medeiros (PTB) + 5 PSB, 3 PSDB, 3 PP, 2 DEM                                                                             |
| PR | Coronel Malucelli (PMN)               | Beto Richa (PSDB)              | PTB / PP / PSDB / PSB / PMN / DEM / PROS / PMB                                                         | Luisa Canziani (PTB) + 2 PP, 2 PSB, 2 PROS, 1 DEM                     | Tião Medeiros (PTB) + 5 PSB, 3 PSDB, 3 PP, 2 DEM                                                                             |
| RJ | Eduardo Paes (DEM)                    | Cesar Maia (DEM)               | PTB / DEM / PSDB / PP / PPS / MDB / SD / PV / DC / PHS / PMN / Avante                                  | 4 DEM, 3 MDB, 2 PP                                                    | Marcus Vinícius Neskau (PTB) + 3 SD                                                                                          |
| RJ | Comte Bittencourt (PPS)               | Aspásia Camargo (PSDB)         | PTB / DEM / PSDB / PP / PPS / MDB / SD / PV / DC / PHS / PMN / Avante                                  | 4 DEM, 3 MDB, 2 PP                                                    | Marcus Vinícius Neskau (PTB) + 3 SD                                                                                          |
| RN | Carlos Eduardo Alves (PDT)            | Garibaldi Alves Filho (MDB)    | PTB / PDT / PP / MDB / DEM / PR / PODE                                                                 | 1 PTC, 1 PR, 1 PSB, 1 PSD                                             | 2 PTC |
| RN | Kadu Ciarlini (PP)                    | Antônio Jácome (PODE)          | PTB / PDT / PP / MDB / DEM / PR / PODE                                                                 | 1 PTC, 1 PR, 1 PSB, 1 PSD                                             | 2 PTC |
| RO | Acir Gurgacz (PDT)                    | Jesualdo Júnior (PSB)          | PTB / PDT / DC / PP / PSB / PTC / SD / Avante                                                          | 1 PP, 1 PDT, 1 PSB                                                    | Ezequiel Neiva (PTB), Marcelo Cruz (PTB) + 1 PP                                                                              |
| RO | Neodi de Oliveira (DC)                | Carlos Magno (PP)              | PTB / PDT / DC / PP / PSB / PTC / SD / Avante                                                          | 1 PP, 1 PDT, 1 PSB                                                    | Ezequiel Neiva (PTB), Marcelo Cruz (PTB) + 1 PP                                                                              |
| RR | Telmário Mota (PTB)                   | Júlio Martins (PTB)            | PTB / PV / PT / REDE                                                                                   | 1 REDE                                                                | Jeferson Alves (PTB) + 1 PT                                                                                                  |
| RR | Evandro Moreira (PTB)                 | Rudson Leite (PV)              | PTB / PV / PT / REDE                                                                                   | 1 REDE                                                                | Jeferson Alves (PTB) + 1 PT                                                                                                  |
| RS | Eduardo Leite (PSDB)                  | Luis Carlos Heinze (PP)        | PTB / PSDB / PPS / PP / PRB / PHS / REDE                                                               | Marcelo Moraes (PTB), Maurício Dziedricki (PTB) + 4 PP, 2 PSDB, 1 PRB | Aloísio Classmann (PTB), Dirceu Franciscon (PTB), Elizandro Sabino (PTB), Luis Augusto Lara (PTB), Kelly Moraes (PTB) + 6 PP |
| RS | Ranolfo Vieira Júnior (PTB)           | Mário Bernd (PPS)              | PTB / PSDB / PPS / PP / PRB / PHS / REDE                                                               | Marcelo Moraes (PTB), Maurício Dziedricki (PTB) + 4 PP, 2 PSDB, 1 PRB | Aloísio Classmann (PTB), Dirceu Franciscon (PTB), Elizandro Sabino (PTB), Luis Augusto Lara (PTB), Kelly Moraes (PTB) + 6 PP |
| SC | Mauro Mariani (MDB)                   | Jorginho Mello (PR)            | PTB / MDB / PSDB / PR / DC / PPS / PRTB / PTC / Avante                                                 | 1 PSDB, 1 PPS                                                         | 3 PR |
| SC | Napoleão Bernardes (PSDB)             | Paulo Bauer (PSDB)             | PTB / MDB / PSDB / PR / DC / PPS / PRTB / PTC / Avante                                                 | 1 PSDB, 1 PPS                                                         | 3 PR |
| SE | Valadares Filho (PSB)                 | Antônio Carlos Valadares (PSB) | PTB / PSB / PDT / PPL / PROS / PRP                                                                     | 1 PDT                                                                 | Rodrigo Valadares (PTB) |
| SE | Sílvia Fontes (PDT)                   | Henry Clay (PPL)               | PTB / PSB / PDT / PPL / PROS / PRP                                                                     | 1 PDT                                                                 | Rodrigo Valadares (PTB) |
| SP | Márcio França (PSB)                   | Maurren Maggi (PSB)            | PTB / PSB / PR / PSC / PPS / PODE / PV / PMB / PHS / PPL / PRP / PROS / SD / Avante / Patriota         | 4 PSB, 2 PPS, 1 PSC                                                   | Campos Machado (PTB), Roque Barbiere (PTB) + 8 PSB, 2 PPS, 1 PV                                                              |
| SP | Coronel Eliane Nikoluk (PR)           | Mário Covas Neto (PODE)        | PTB / PSB / PR / PSC / PPS / PODE / PV / PMB / PHS / PPL / PRP / PROS / SD / Avante / Patriota         | 4 PSB, 2 PPS, 1 PSC                                                   | Campos Machado (PTB), Roque Barbiere (PTB) + 8 PSB, 2 PPS, 1 PV                                                              |
| TO | Márlon Reis (REDE)                    | Irajá Abreu (PSD)              | PTB / REDE / PV / PSD / PCdoB / PT / PDT / PRTB                                                        | ninguém                                                               | 2 PV |
| TO | José Geraldo (PTB)                    | Paulo Mourão (PT)              | PTB / REDE / PV / PSD / PCdoB / PT / PDT / PRTB                                                        | ninguém                                                               | 2 PV |

### Eleições presidenciais
| Ano                                                             | Imagem                                                                     | Candidato a Presidente           | Candidato(a) a Vice-Presidente | Coligação                                                                  | Votos               | Posição |
| --------------------------------------------------------------- | -------------------------------------------------------------------------- | -------------------------------- | ------------------------------ | -------------------------------------------------------------------------- | ------------------- | ------- |
| 1989                                                            |                                                                            | Affonso Camargo (PTB)            | José Roberto Faria Lima (PTB)  | Sem coligação                                                              | 379.286 (0,52%)     | 11ª     |
| 1989                                                            | Segundo turno: apoio ao candidato vitorioso Fernando Collor (PRN)          |                                  |                                |                                                                            |                     |         |
| 1994                                                            |                                                                            | Fernando Henrique Cardoso (PSDB) | Marco Maciel (PFL)             | União, Trabalho e Progresso (PSDB, PFL e PTB)                              | 34.364.961 (54,27%) | 1ª      |
| 1998                                                            |                                                                            | Fernando Henrique Cardoso (PSDB) | Marco Maciel (PFL)             | União, Trabalho e Progresso (PSDB, PFL, PPB, PTB e PSD)                    | 35.936.540 (53,06%) | 1ª      |
| 2002                                                            |                                                                            | Ciro Gomes (PPS)                 | Paulinho da Força (PTB)        | Frente Trabalhista (PPS, PTB e PDT)                                        | 10.170.882 (11,97%) | 4ª      |
| 2002                                                            | Segundo turno: apoio ao candidato vitorioso Luiz Inácio Lula da Silva (PT) |                                  |                                |                                                                            |                     |         |
| 2010                                                            |                                                                            | José Serra (PSDB)                | Indio da Costa (DEM)           | O Brasil Pode Mais (PSDB, DEM, PPS, PMN, PTdoB e PTB)                      | 43.711.388 (43,95%) | 2ª      |
| 2014                                                            |                                                                            | Aécio Neves (PSDB)               | Aloysio Nunes (PSDB)           | Muda Brasil (PSDB, PMN, SD, DEM, PEN, PTN, PTB, PTC e PTdoB)               | 51.036.040 (48,36%) | 2ª      |
| 2018                                                            |                                                                            | Geraldo Alckmin (PSDB)           | Ana Amélia (PP)                | Para Unir o Brasil (PSDB, PP, PR, PRB, PSD, Solidariedade, DEM, PTB e PPS) | 5.096.349 (4,76%)   | 4ª      |
| 2018                                                            | Segundo turno: apoio ao candidato vitorioso Jair Bolsonaro (PSL)           |                                  |                                |                                                                            |                     |         |
| 2022                                                            |                                                                            | Padre Kelmon (PTB)               | Pastor Gamonal (PTB)           | Sem coligação                                                              | 81.127 (0,07%)      | 7ª      |
| Segundo turno: apoio ao candidato derrotado Jair Bolsonaro (PL) |                                                                            |                                  |                                |                                                                            |                     |         |